# Patrick Costinha
Patrick Zeferino Costinha (sinh ngày 13 tháng 5 năm 1994) là một cầu thủ bóng đá người Bồ Đào Nha thi đấu cho Real S.C., ở vị trí thủ môn.

## Sự nghiệp bóng đá
Vào ngày 21 tháng 1 năm 2018, Costinha có màn ra mắt cho Real trong trận đấu tại LigaPro 2017–18 trước União Madeira.